# 信證院
信證院（しんしょういん、安永4年（1775年）? - 寛政8年4月16日（1796年5月22日））は第8代仙台藩主伊達斉村の正室。第9代仙台藩主伊達周宗の生母。鷹司輔平の娘であり、光格天皇の従妹で徳川家治御台所の倫子女王の姪にあたる。称は興姫（おきひめ）。伊達家に入ってからの本名は誠子（のぶこ）。法諡は信證院殿大乗普行大姉。

## 経歴
鷹司輔平の娘として出生。生母は輔平の側室の千歳。寛政5年（1793年）に仙台藩主の伊達斉村と結婚する。
寛政8年3月2日（1796年4月9日）に江戸にて周宗を出産するが産後の肥立ちが悪く、同年4月16日に死去する。
『仙台市史 通史5 近世3』では23歳で死去とあり、「伊達略系」には年22とある。葬所は大年寺。